# رالف إي. إريكسون
رالف إي. إريكسون (بالإنجليزية: Ralph E. Erickson)‏ هو محامي أمريكي، ولد في 3 أكتوبر 1928 في جيمستاون في الولايات المتحدة.

## وصلات خارجية
- رالف إي. إريكسون على موقع إن إن دي بي (الإنجليزية)